# Calephelis sacapulas
Calephelis sacapulas is een vlindersoort uit de familie van de prachtvlinders (Riodinidae), onderfamilie Riodininae.
Calephelis sacapulas werd in 1971 beschreven door McAlpine.